# Ottavio Durante
Ottavio Durante   (Roma, 1580 - c. 1614) fou un compositor italià.
Va ser mestre de capella de Viterbo i deixà una obra titulada Arie devote, le quali contengono in se la maniera de cantar con grazia passaggi ed altri affetti vovamente comporta (Roma, 1608; 2.ª ed., 1624).